# Storsporig spindling
Storsporig spindling (Cortinarius casimiri) är en svampart som först beskrevs av Josef Velenovský, och fick sitt nu gällande namn av Huijsman 1955. Storsporig spindling ingår i släktet Cortinarius och familjen spindlingar.  Arten är reproducerande i Sverige. Inga underarter finns listade i Catalogue of Life.